# Василій I Скамандрин
Патріарх Василій I Скамандрін (грец. Πατριάρχης Βασίλειος Α΄ Σκαμανδρηνός) — патріарх Константинопольський з 13 лютого 970 по 974 рік або березень 973 року.

## Життєпис
До патріаршества був ченцем в обителі на річці Карамендерес у давнину Скамандр (Skamandros). Звідси і друга складова імені — Скамандрін.
У 970 році Василь I був обраний наступником Поліекта на патріаршу кафедру Константинополя. Ведучи аскетичний спосіб життя і вимагаючи того ж таки від кліру, він нажив собі безліч ворогів. За свідченням, наведеним Ях'яю Антіохійським, Василь «…залишався ним [патріархом] три роки і один місяць», після чого був засланий, а його позбавлення патріаршого престолу відбулося в березні 973 року. За іншою версією, недоброзичливці скинули його з посади у 974 році церковним собором.
Новим патріархом Константинопольським був обраний Антоній III Студит.